# ボニータ (雑誌)
『ボニータ』は、秋田書店が発行していた月刊少女漫画雑誌。発売日は発行月の前々月24日。

## 概要
1970年代に『月刊プリンセス』（秋田書店）の増刊として発行され、1981年に月刊誌として創刊した。
『月刊ボニータ』としての創刊号は1981年4月号。あしべゆうほや長岡良子、市東亮子、東宮千子などの漫画家が連載作品を掲載した。1996年2月号（1995年12月発売）を最後に休刊した。連載作品の一部は、姉妹誌『ミステリーボニータ』に引き継がれた。

最終号にて以下の通り読者宛てに休刊告知があり、およそ15年の歴史の幕が閉じられた。
| 「                                                                           | おしらせ 1981年の春、『ボニータ』は創刊されました。以来、15年にわたり、多くの読者に支えられながら、さまざまな名作・話題作を送り出してきました。しかし、諸般の事情により、今月号をもちまして休刊することになりました。長い間、ご愛読ありがとうございました。 | 」 |
| — ボニータ編集部 （ 月刊ボニータ 1996年2月号（平成8年2月1日発行）p.561より） | |    |

なお、専用の単行本レーベルとして「ボニータコミックス」があり、現在は『ミステリーボニータ』の単行本レーベルとして存続している。

## 主な掲載作品
- やじきた学園道中記（市東亮子）※長期中断の後『ミステリーボニータ』にて再開。
- クリスタル☆ドラゴン（あしべゆうほ）※休刊後は『ミステリーボニータ』へ移籍。
- 9番目のムサシ（髙橋美由紀）※休刊した『きらら16』より移籍。
- 夢語りシリーズ（湯口聖子）
- マジシャン（高階良子）
- エンジェル ウォーズ（真崎春望）
- MAMA（ねもと章子）
- 夜の天子（長岡良子）

## 関連誌
『ボニータ』を本誌とした派生誌として多数の増刊誌・姉妹誌が登場しており、1980年代には『プリンセス』系と双璧をなす秋田書店の少女漫画誌で二大潮流を形成していた。
- デラックスボニータ - 1982年6月に創刊[4]。創刊当初は季刊。大人の女性向けの作品を中心に掲載。後に休刊。
- ボニータイブ - 1983年4月8日発売の5月号で創刊[5]。月刊。発売日は毎月8日（後に毎月16日に変更）。大人の女性を対象としたレディースコミック誌で、内村月子、長浜幸子らの漫画家が活躍。1992年に休刊[5]。
- レッツボニータ - 1983年に創刊[6]。後に休刊[6]。
- キャンドル - 1985年10月に創刊[7]。年6回刊。1989年休刊。
- ミステリーボニータ - 1988年5月に創刊。現在も刊行中。
  - ミステリーボニータスペシャル - 1995年に創刊[8]。『ミステリーボニータ』の増刊、『ミステリーエクスプレス』の後継誌[8]。後に休刊。
  - ミステリーボニータデラックス - 1999年6月に創刊[9]。2000年4月まで刊行後、『ボニータキューブ（ボニータCUBE）』としてリニューアルされ2000年7月7日創刊。偶数月8日発売。2001年5月8日休刊。
- 不思議ミステリー - 1991年に創刊[10]。『ボニータ』の増刊、『ミステリーエクスプレス』の前身誌[10]。1992年に休刊[10]。
- ミステリーエクスプレス - 1992年に創刊[11]。『ボニータ』の増刊、『不思議ミステリー』の後継誌、『ミステリーボニータスペシャル』の前身誌[11]。1994年に休刊[11]。
- 別冊ボニータ - 詳細不明。